# Kabinett Ólafur Thors V

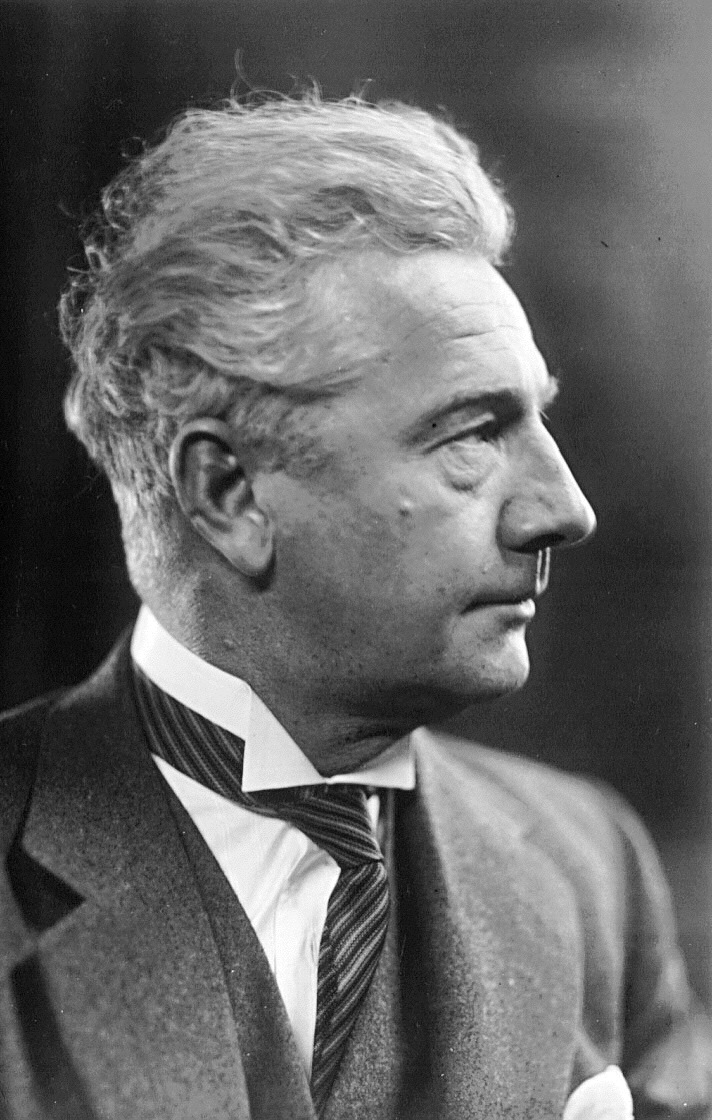
Ólafur Thors war von Mai bis Dezember 1942, 1944 bis 1947, 1949 bis 1950, 1953 bis 1956 sowie zuletzt 1959 bis 1963 Premierminister von Island

Das Kabinett Ólafur Thors V war eine Regierung der am 17. Juni 1944 ausgerufenen Demokratischen Republik Island (isländisch Lýðveldið Ísland). Es wurde am 20. November 1959 gebildet und löste das Kabinett Emil Jónsson ab. Es blieb bis zum 14. November 1963 im Amt, woraufhin es vom Kabinett Bjarni Benediktsson abgelöst wurde. 
Dem Kabinett gehörten Mitglieder der Unabhängigkeitspartei (Sjálfstæðisflokkurinn) sowie der Sozialdemokratischen Partei Islands (Alþýðuflokkurinn) an.

## Regierungsmitglieder
| Amt                                                        | Amtsinhaber              | Beginn der Amtszeit | Ende der Amtszeit |
| ---------------------------------------------------------- | ------------------------ | ------------------- | ----------------- |
| Premierminister                                            | Ólafur Thors             | 20. November 1959   | 14. November 1963 |
| Außenminister                                              | Guðmundur Í. Guðmundsson | 20. November 1959   | 14. November 1963 |
| Justizminister und Minister für kirchliche Angelegenheiten | Bjarni Benediktsson      | 20. November 1959   | 14. November 1963 |
| Fischereiminister und Sozialminister                       | Emil Jónsson             | 20. November 1959   | 14. November 1963 |
| Finanzminister                                             | Gunnar Thoroddsen        | 20. November 1959   | 14. November 1963 |
| Bildungsminister und Wirtschaftsminister                   | Gylfi Þ. Gíslason        | 20. November 1959   | 14. November 1963 |
| Landwirtschaftsminister und Kommunikationsminister         | Ingólfur Jónsson         | 20. November 1959   | 14. November 1963 |